# Rosas, Versos e Vinhos
"Rosas, Versos e Vinhos" é uma canção do cantor e compositor brasileiro Gusttavo Lima. Foi lançada em 2009 no álbum Gusttavo Lima, e na época, alcançou o primeiro lugar de uma rádio, segundo o cantor. "No outro dia, a gente já estava dentro do estúdio gravando o CD. E a segunda música que eu gravei, assim, valendo, foi a 'Rosas, versos e vinhos'. Era uma música maravilhosa. E ela bateu o primeiro lugar de uma rádio. Eu chorei de emoção", ele conta. Em 2010, foi lançado o videoclipe oficial da música, que teve mais de 44 mil acessos na internet e contou com a direção de Jodele Larcher e Guigga Tomaz.

## Composição
"Rosas, Versos e Vinhos" é uma faixa romântica com uma forte interpretação. Um homem cancela a reunião, larga tudo, muda-se da cidade para o campo, troca de santo.... Tudo isso, para conquistar o coração da amada. Acredita mesmo nesse tipo de amor, perguntarão os incrédulos da paixão. "Quem ama de verdade, faz tudo pelo outro. Larga tudo". Completa, após ser questionado: "Nunca passei por isso...". A canção foi escrita por Ivan Medeiros e Paschoal.

## Desempenho nas paradas
| Paradas (2010)                       | Melhor Posição |
| ------------------------------------ | -------------- |
| Brasil - (Billboard Hot 100 Airplay) | 57             |